# خار قول
خار قول (به لاتین: Khar Qowl) یک منطقهٔ مسکونی در افغانستان است که در ولایت بامیان واقع شده‌است.